# Batalla de Muret
La batalla de Muret (en occità batalha de Murèth) va ser una important batalla que va tenir lloc a Muret, al sud de Tolosa de Llenguadoc, el 12 de setembre del 1213, i que va enfrontar Ramon VI de Tolosa i els seus aliats, Pere el Catòlic d'Aragó i Barcelona, Bernat V de Comenge i Ramon Roger I de Foix contra els croats i les tropes de Felip II de França, comandades per Simó de Montfort, que participaven en la Croada albigesa. Simó de Montfort va guanyar la batalla, en la qual va morir Pere el Catòlic. La batalla de Muret va marcar el preludi de la dominació francesa sobre Occitània i la fi de l'expansió catalana i aragonesa en aquesta regió.

## Les fonts
Per a poder conèixer els esdeveniments que van portar a la batalla i la batalla en si, es disposa de diferents fonts contemporànies, que ens donen el punt de vista català, occità i francès, tot i que totes elles són tendencioses: la Crònica del rei en Jacme, el Llibre del rei en Pere e dels seus antecessors passats, la Cançon de la Crosada i la Hystoria Albigensis; aquesta darrera és la que es considera la font bàsica per l'estudi.

## Antecedents
Al començament del segle xiii, la doctrina càtara o albigesa s'havia estès per Occitània, cosa que feia perillar les doctrines de l'església catòlica. El papa Innocenci III, després de llançar una croada contra els càtars, va intentar reconciliar-se amb Ramon VI de Tolosa, però Arnau Amalric, legat papal, i Simó de Montfort sempre maldaren per provocar el trencament de les negociacions exigint a Ramon VI unes dures condicions.
Ramon VI va cercar aliats amb una ortodòxia catòlica indubtable i, després d'entrevistar-se amb diversos monarques europeus, va trobar com a aliat Pere I. Aquest va fer d'intermediari per trobar una reconciliació, però finalment el papa Innocenci III es va posar de part de Simó de Montfort i va ordenar l'enfrontament armat pensant que així erradicaria l'heretgia de manera definitiva. La croada va començar amb la massacre de Besiers i el setge de Carcassona el 1209, i continuà l'any següent amb l'atac a les fortaleses de les muntanyes de Minerva, Tèrme i Cabaret.

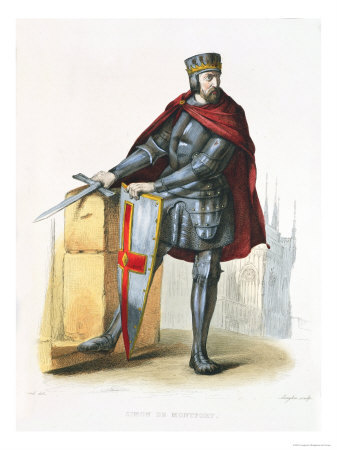
Simó de Montfort. Il·lustració de 1835

El 1213, Simó de Montfort va reiniciar la seva campanya contra Ramon VI de Tolosa. Aquest es va retirar a Tolosa i va demanar la intervenció papal; el Papa va ordenar la celebració del concili de La Vaur, iniciat el 15 de gener de 1213, i on es va postular pel retorn de comtats i terres a canvi de la submissió a l'església; malgrat que els congregats refusaren la proposta, Pere el Catòlic va aconseguir que el Papa enviés un llegat. Davant l'evidència que els croats estaven determinats a aniquilar el comte de Tolosa i la intervenció papal només aconseguiria retardar-ho, Pere II d'Aragó va decidir col·locar els comtes de Tolosa, Foix i Comenges sota la seva protecció i combatre els croats.
Montfort va anar ocupant progressivament les viles al voltant de Tolosa, fins que aquesta va caure. Entre les vil·les ocupades a tal fi hi havia Muret, que havia conquerit sense resistència el 1212. La seva situació estratègica entre la confluència de la Garona i la Loja determinà que fos escollida per Simó de Montfort com base d'operacions, deixant-hi una guarnició d'entre 30 i 60 cavallers i mil dos-cents peons d'infanteria.
Pere el Catòlic va repassar el Pirineu a partir de l'agost des de Canfranc o Benasc amb uns mil cavallers i homes d'armes, i mentre s'acostava a Tolosa, els castells de la conca de la Garona que s'havien rendit als croats se li reteren fàcilment. Seguidament el rei va enviar l'exèrcit sobre Muret, mentre Simó de Montfort es trobava a Saverdun; quan va assabentar-se del perill va reunir les seves tropes i es va dirigir a tota velocitat cap a Muret, a l'encontre de Pere II d'Aragó.

## El setge de Muret
El dia 10 de setembre les tropes de Pere el Catòlic es reuneixen amb les tropes dels aliats occitans i planten dos camps en la plana a la riba esquerra de la Garona. Els camps estaven situats a uns tres quilòmetres del castell i dels vaixells amarrats a un embarcador a la riba vinguts des de Tolosa; aquests estaven plens de provisions i comptaven amb unes tropes totals calculades en dos mil cavallers i cinc mil peons.

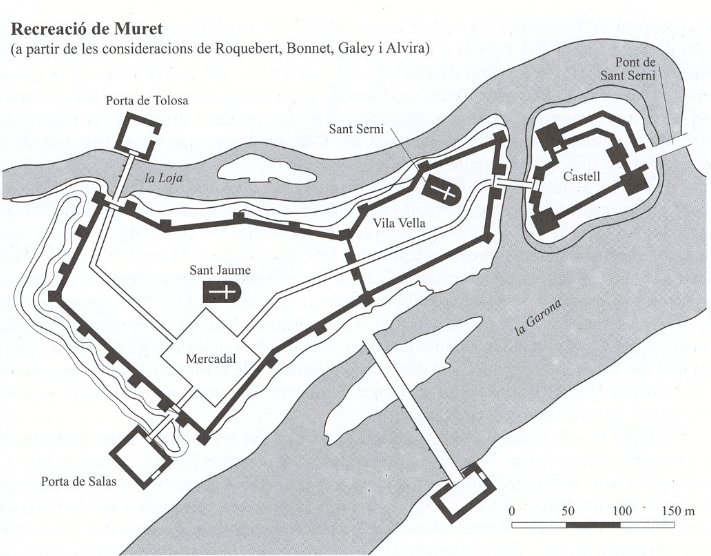
Recreació de la ciutat de Muret per F.X. Hernàndez

El mateix 10 de setembre els tolosans van iniciar el setge amb manganells i altres peces d'artilleria de setge. D'aquesta manera prengueren una de les dues portes de la ciutat, una de les torres i la vila nova, forçant d'aquesta manera als cavallers francesos a retirar-se cap a la vila vella i el castell. Quan el rei Pere va tenir notícia que Montfort s'aproximava a Muret va ordenar la retirada de la infanteria assetjant per evitar que fos presa per la rereguarda. En arribar l'endemà per l'oest amb nou-cents cavallers, els croats van poder entrar a la fortalesa de Muret per una de les portes que no estaven controlades pels tolosans. Al vespre encara va arribar el petit contingent de Payen de Corbeil.

## Preparació de la batalla

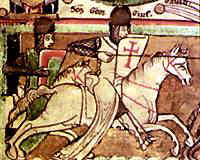
Cavalleria croada

Ramon VI de Tolosa, que coneixia les tàctiques de l'enemic, proposà fortificar el campament amb una palissada, assetjar la ciutat pel flanc oest i restar a l'espera de l'atac francès, per tal de rebutjar-lo amb els ballesters i poder contraatacar amb l'objectiu de recloure'l a l'interior del castell; per contra, Pere el Catòlic, desoint els consells del seu cunyat, planteja una batalla sense esperar que arribi tot el seu exèrcit, car els reforços que porten Guillem II de Montcada i de Bearn i Nunyo Sanç encara eren de camí prop de Narbona. El rei volia que el seu exèrcit, vencedor en la batalla de Las Navas de Tolosa, es comparés en valentia amb la fins llavors invencible cavalleria francesa, sense fortificar el camp i pretenent vèncer a camp obert.
Simó de Montfort, en clara inferioritat numèrica, amb queviures per tan sols una sola jornada i a més de cent llegues de la seva base d'operacions decideix no quedar-se encerclat en el castell de Muret i llença un atac fulminant utilitzant la millor arma de la cavalleria pesant, la càrrega militar. Va organitzar la cavalleria francesa en tres esquadrons: l'esquadró d'avantguarda el dirigien Guillaume de Contres i Guillaume des Barres, el segon esquadró estava comandat per Bouchard de Marly i el tercer pel mateix Simó de Montfort; al seu torn, els ballesters i llancers defensaven el castell i protegien l'accés de la cavalleria. La tropa fou reunida a la plaça del mercat i se li comunicà l'ordre de batalla amb una arenga de Montfort.

## Batalla

Croquis de la batalla

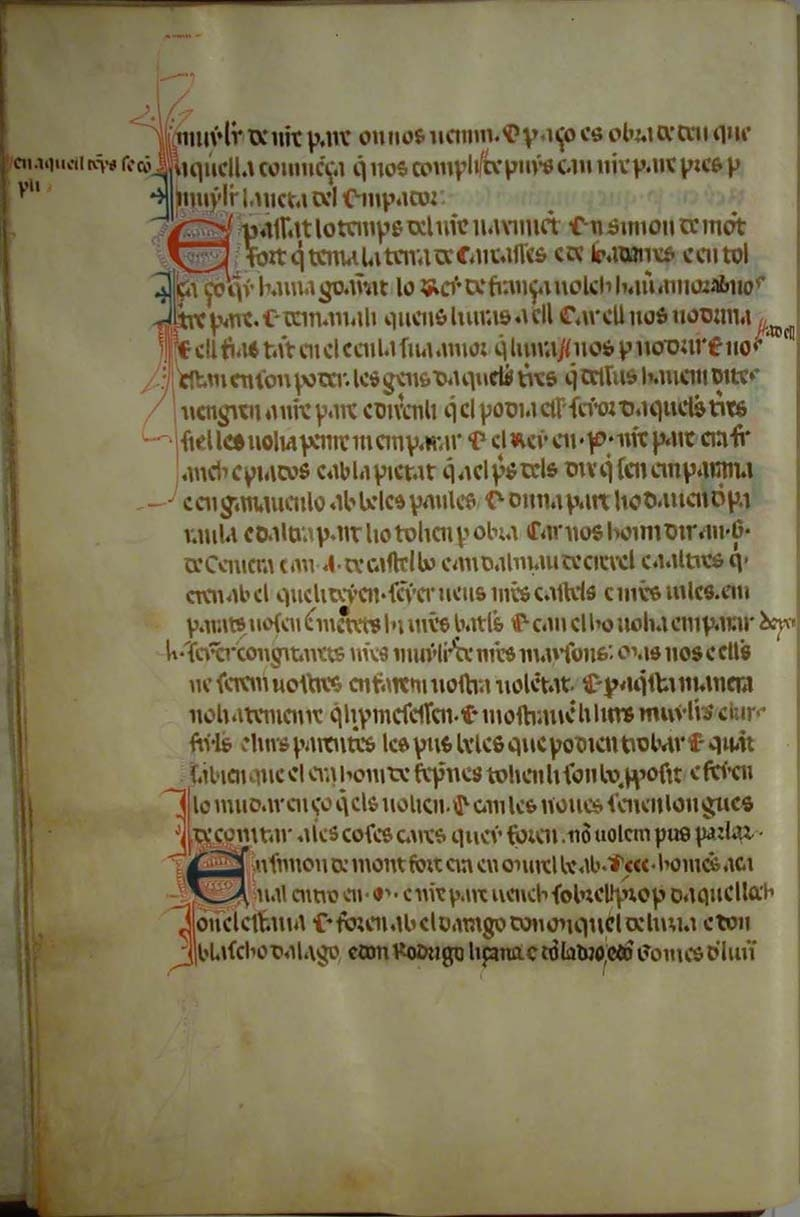
La batalla de Muret, segons el Llibre dels Feyts

La matinada del 13 de setembre, la infanteria tolosana va reiniciar els treballs de setge, atacant les portes de la muralla mentre la cavalleria vigilava la possible sortida dels croats. A la tarda, la major part de la cavalleria catalana es va retirar per descansar i aquest va ser el moment escollit per Simó de Montfort per atacar, amb la seva tropa descansada, sortint per la porta de Salas, que donava al riu Loja i que els assetjants no podien veure, doblant la cantonada de la muralla del castell, al pont de Sant Serní i travessant el riu per un gual.
La cavalleria croada va emergir, de sobte, del nivell de la llera del riu avançant cap a la plana agafant per sorpresa els assetjants. Els dos primers cossos van girar a l'esquerra i la primera de les tres escomeses dels francesos fou resposta per les tropes de Ramon Roger I de Foix, però es van haver de replegar ràpidament, davant la impetuositat de la cavalleria francesa, i les tropes del rei van prendre el relleu. Els francesos, amb la seva gran maniobrabilitat, conservant la formació van mantenir l'avantatge numèric en les dues següents escomeses i no van permetre el reagrupament dels aragonesos.
| «                                                  | E'N Simon de Montfort era en Murel be ab.DCCC. homens a caval tro en.M., e nostre pare vench sobr'ell prop d'aquel loch on el estava. E foren ab el d'Aragó don Miquel de Luzia, e don Blascho d'Alagó, e don Roderich de Liçana, e don Ladro, e don Gomes de Luna, e don Miquel de Roda, e don G. de Puyo, e don Azmar Pardo, et d'altres de sa maynade molts qui a nos no poden membrar: mas tant nos membre que'ns dixeren aquels que'y avien estat, e sabien lo feyt, que levat don Gomes, e don Miquel de Roda, e Azmar Pardo, e alguns de sa meynade que'y moriren, qu'els altres lo desempararen en la batalla, e se'n fugiren: hí de Catalunya En Dalmau de Crexel, e N'Uch de Mataplana, e En G. d'Orta, e En Bernat dez Castel bisbal, e aquels fugiren ab los altres. Mas be sabem per cert que don Nuno Sanxes, e En G. de Montcada que fiyl d'En G. R. e de Na G. de Castelviy, no foren en la batayla, ans enviaren missatge al Rey que'ls esperas, e'l Rey no'ls volch esperar: e feu la batayla ab aquels qui eren ab el. | » |
| — La batalla de Muret, segons el Llibre dels Feyts | |   |

Pere el Catòlic, havia decidit provar la seva vàlua com cavaller canviant-se l'armadura amb un dels seus homes per enfrontar-se com simple cavaller amb Simó de Montfort, però l'objectiu croat era matar el rei a qualsevol preu i així ho va encarregar a dos dels seus cavallers, Alain de Roucy i Florent de Ville, que van abatre primer el cavaller que vestia l'armadura reial, i després el mateix rei, quan aquest es va descobrir al crit d'«El rei, heus-el aquí!», tot i haver mort alguns dels atacants.
| «                                         | El rei, heus-el aquí! | » |
| — Pere el Catòlic, 12 de setembre de 1213 |                       |   |

La notícia de la mort de Pere el Catòlic escampa el pànic entre la resta de l'exèrcit, que és completament derrotat en ser sorprès per un atac de flanc del de Montfort amb les seves tropes de reserva, i els cavallers catalans emprenen la retirada. L'exèrcit tolosà, que encara no havia participat en la batalla, veient-se desbordat per l'allau d'aragonesos i catalans que fugen desordenadament, fuig igualment sense atacar i és encalçat pels cavallers francesos, provocant unes baixes que es calculen d'entre 15.000 i 20.000 homes. La derrota esdevenia més punyent per als catalans car el fill de Pere I, el futur Jaume I, de sis anys, estava en mans de Simó de Montfort a causa del casament que es volia fer del príncep amb la filla del croat.

## Conseqüències
Simó de Montfort va guanyar la batalla, convertint-se així en duc de Narbona, comte de Tolosa i vescomte de Besiers i Carcassona. Malgrat que el fill de Ramon VI, Ramon VII, va arrabassar en poc temps el poder a Simó de Montfort, aquesta batalla va marcar el preludi de la dominació francesa sobre Occitània i la fi de l'expansió catalana a Occitània, car Pere el Catòlic havia aconseguit el vassallatge del comtat de Tolosa, de Foix i de Comenge. La corona es va centrar en la conquesta de la Hispània que s'havia repartit amb el Tractat de Tudilén i el Tractat de Cazorla unes dècades abans.
El cadàver de Pere el Catòlic fou recollit pels hospitalers de Tolosa, on fou enterrat fins que el 1217 una butlla d'Honori III autoritzà a traslladar-ne els ossos a Santa Maria de Sixena.
El papa Innocenci III obligà Monfort a cedir la tutela de l'infant Jaume als Cavallers Templers d'Aragó i Catalunya, mestre dels quals era Guillem de Mont-rodon, que l'instruïren com rei al Castell de Montsó, mentre el regent, Sanç de Rosselló es disputava la sobirania amb l'oncle de Jaume, Ferran d'Aragó. En el moment més crític, en què els nobles de Catalunya estaven a punt d'encetar una guerra civil pel control de la sobirania en contra dels d'Aragó, Jaume, amb nou anys i aconsellat pels cavallers templers, va prendre el control de la Corona i tots els nobles van tornar a jurar fidelitat al rei. En endavant l'expansió catalana de Jaume el Conqueridor es dirigirà vers València i a les illes mediterrànies.
El dominicà Sant Ramon de Penyafort, un dels principals consellers de Jaume el Conqueridor, va introduir la inquisició a la Corona d'Aragó amb la missió de perseguir els càtars i el rei hi col·laborà.
A Occitània, durant tot el segle xiii i l'inici del segle xiv, els càtars van patir una dura persecució, duta a terme per la Inquisició i dirigida pels monjos Orde dels Predicadors. Els darrers nuclis de càtars es van refugiar a les altes valls del Pirineu i molts es van escapar cap a Catalunya. Lleida, Puigcerdà, Prades o Morella es van convertir en centres de càtars occitans. A Morella hi va viure un dels darrers càtars coneguts, Guilhem Belibasta. L'heretgia càtara va ser finalment aniquilada després d'anys de croada.